# Ktesibije Aleksandrijski
Ktesibije Aleksandrijski, Ktezibije ili Ctesibius (grčki: Κτησίβιος; Aleksandrija, 285. – Aleksandrija, 222. pr. Kr.) je bio starogrčki izumitelj i matematičar iz Aleksandrije. Napisao je prve rasprave o stlačenom zraku i njegovoj upotrebi za sisaljke ili pumpe (pa čak i za top). Njega se smatra ocem pneumatike. Niti jedno njegovo djelo nije sačuvano, već o njemu saznajemo od drugih starogrčkih znanstvenika.

## Otkrića
Ktesibije Aleksandrijski je vjerojatno bio prvi upravitelj Aleksandrijske knjižnice. Malo se zna o njegovom životu, a puno više o njegovim otkrićima. Zna se da je bio vrlo siromašan i da je počeo raditi kao brijač. Za vrijeme dok je radio kao brijač otkrio je, vrlo domišljato, ogledalo koje se lako namještalo s protuutegom. Njegovo poznato otkriće su i hidraulike ili hidraulički instrument, za kojeg se smatra da je prethodnik modernih orgulja. Isto tako je vrlo poznat po svome vodenom satu ili klepsidri, koji je bio u upotrebi sve do 17. stoljeća, kada je nizozemski fizičar C. Huygens otkrio mehanički sat s njihalom (klatnom). Opisao je prve sisaljke ili pumpe, koje su stvarale mlaz vode ili dizale vodu iz bunara. Njemu se pripisuje i otkriće sifona ili savijene U cijevi. 
Unatoč tome što su sva njegova djela izgubljena, grčki matematičar i pronalazač Ktesibije i danas slovi kao "otac pneumatike". Rođen u Aleksandriji kao sin brijača, već odmalena je pokazivao dar zapažanja za zakonitosti fizike i mehanike. Igrajući se, ispustio je olovnu kuglicu kroz usku cijev, pri čemu je naglo istisnuti zrak proizveo glasan zvuk. Ktesibije je zaključio kako je zrak također tvar, sa svojstvom elastičnosti, i na toj je činjenici kasnije temeljio svoje pronalaske. Svoj je rad izložio u djelima O pneumatici i Memorabilijama, svojevrsnoj zbirci svih svojih istraživanja.
Ktesibijevi rukopisi nestali su u požaru čuvene Aleksandrijske knjižnice, no zahvaljujući povjesničarima tog doba, Filonu, Vitruviju i Heronu, dostupni su opisi njegovih izuma. Nalazimo tako opise crpki, hidrauličkih orgulja, katapulta na stlačeni zrak, vodenog sata, te preteče dvostapnih vatrogasnih pumpi.
Među najzanimljivijima svakako je klepsidra, vodeni sat, koji je bio najtočnija sprava za mjerenje vremena sve do 17. stoljeća. Stalno kapanje vode podiže plovak koji povezan s mehanizmom brojčanika pokazuje vrijeme. Na sličan način kasnije su konstruirani i neki jednostavniji modeli vodenih pumpi. Vrijedno je spomenuti i vodene orgulje – hidraulis. Zrak stlačen pomoću vode prolazio je kroz cijevi instrumenta i proizvodio tonove od izrazito mekih do onih snažnih i jakih. Ovakve orgulje su u starom Rimu dugo vremena korištene za velikih proslava.
Iako su prvi mehaničari uživali priznanja vladara naklonjenih umjetnosti, Ktesibije je živio izuzetno skromno, potpuno predan svom radu. No, unatoč samozatajnosti, ovi pionirski izumi zaslužno ga svrstavaju u sam vrh najznačajnijih drevnih pronalazača.